# Pauvre Pierrot
Pauvre Pierrot er en fransk animationsfilm fra 1892 af Émile Reynaud.